# Маллиган, Роберт
Роберт Маллиган (англ. Robert Mulligan; 23 августа 1925 — 20 декабря 2008 года) — американский режиссёр кино и телевидения, сценарист и продюсер, наиболее известный работой над фильмами «Убить пересмешника» (1962), «Лето 42-го» (1971), «Другое» (1972), «В это же время, в следующем году» (1978) и «Человек на Луне» (1991). В 1960-е годы сотрудничал с продюсером Аланом Пакулой.

## Личная жизнь
Маллиган был дважды женат.
- Джейн Ли Сазерленд (1951—1968) — трое детей
- Сэнди Маллиган (1971—2008)

## Смерть
Маллиган умер от сердечного приступа в своем доме в Лайме, штат Коннектикут, 20 декабря 2008 года в возрасте 83 лет.

## Фильмография

### Режиссёр
- 1948 — 1956 — Телевизионный театр Филко / The Philco Television Playhouse
- 1948 — 1958 — Первая студия / Studio One
- 1949 — 1954 — Саспенс / Suspense
- 1950 — 1963 — Театр Армстронга / Armstrong Circle Theatre
- 1951 — 1957 — Телевизионный театр Goodyear / Goodyear Television Playhouse
- 1953 — 1963 — Стальной час Соединённых Штатов / The United States Steel Hour
- 1955 — 1957 — Час Алкоа / The Alcoa Hour
- 1956 — 1961 — Театр 90 / Playhouse 90
- 1957 — Страх вырывается наружу / Fear Strikes Out
- 1957 — 1961 — Шоу месяца ДюПона / The DuPont Show of the Month
- 1959 — Луна и грош / The Moon and Sixpence
- 1960 — Мышиная возня / The Rat Race
- 1961 — Великий самозванец / The Great Impostor
- 1961 — Когда приходит сентябрь / Come September
- 1962 — Спиральные дороги / The Spiral Road
- 1962 — Убить пересмешника / To Kill a Mockingbird
- 1963 — Любовь с подходящем незнакомцем / Love with the Proper Stranger
- 1964 — Малыш, дождь должен пойти / Baby the Rain Must Fall
- 1965 — Внутренний мир Дэйзи Кловер / Inside Daisy Clover
- 1967 — Вверх по лестнице, ведущей вниз / Up the Down Staircase
- 1968 — Восходящая Луна / The Stalking Moon
- 1971 — В погоню за счастьем / The Pursuit of Happiness
- 1971 — Лето 42-го / Summer of '42
- 1972 — Другой / The Other
- 1974 — Никелевая дорога / The Nickel Ride
- 1978 — Братья по крови / Bloodbrothers
- 1978 — В это же время, в следующем году / Same Time, Next Year
- 1982 — Поцелуй меня на прощанье / Kiss Me Goodbye
- 1988 — Сердце Клары / Clara’s Heart
- 1991 — Человек на Луне / The Man in the Moon

### Сценарист
- 1949 — 1954 — Саспенс / Suspense

### Продюсер
- 1972 — Другой / The Other
- 1974 — Никелевая дорога / The Nickel Ride
- 1982 — Поцелуй меня на прощанье / Kiss Me Goodbye